# Оферент
Офере́нт — фізична або юридична особа, яка виступає з офертою.
Оскільки договір є спільним юридичним актом двох чи кількох осіб, погодження ними умов договору проходить принаймні дві стадії: шляхом пропозиції однієї сторони укласти договір, яка має назву оферти, і прийняття пропозиції другою стороною, або акцепту. Відповідно сторона, яка зробила пропозицію, називається оферентом, а сторона, яка прийняла її, — акцептантом.